# 櫻木博
櫻木 博（さくらぎひろし、1949年 - ）は、日本の実業家。株式会社トマトアンドアソシエイツ（創業当時トマトアンドオニオン）創業者、株式会社アルスタ代表、株式会社アリュール代表、リソース・コミュニケーション代表。

## 略歴
- 1968年 - 京都府立東舞鶴高等学校卒業
- 1668年 - 日立造船舞鶴工場鉄骨設計部所属
- 1973年 - 珈琲サービスセンター開業
- 1973年 - 珈琲十番館開業
- 1978年 - 株式会社ジェイ・ビィ・シー設立
- 1979年 - ファミリーレストラントマトアンドオニオン舞鶴店開業
- 1985年 - 株式会社トマトアンドアソシエイツに社名変更
- 1987年 - 株式会社アリュール設立
- 1990年 - トマトアンドアソシエイツ営業本部を開設
- 1993年 - 有限会社さくら興産設立（現 株式会社さくらコーポレーション）
- 1998年 - 株式会社アルスタ設立
- 2000年 - ホテルアルスタイン開業
- 1998年 - 焼肉業態じゅうじゅうカルビ伊丹店開業
- 2007年 - 株式会社トマトアンドアソシエイツ退任
- 2007年 - リソース・コミュニケーション設立

## 出演
- マネーの虎 (日本テレビ)